# Hal Dresner
Pour les articles homonymes, voir Hal, Harold et Dresner.
Harold Allan Dresner, dit Hal Dresner, né le 4 juin 1937 à New York (État de New York) et mort le 17 mars 2023 à Ashland en Oregon, est un auteur, scénariste et producteur américain.

## Œuvres

### Romans
- 1960 Sin Hotel - Nightstand Books NB1518 (Lesbian pulp fiction)

### Filmographie

#### Scénariste
- 1969 : The Extraordinary Seaman
- 1969 : The April Fools
- 1970-1972 : Night Gallery (série télévisée)
- 1972 : M*A*S*H (série télévisée)
- 1973 : Catch-22 (téléfilm)
- 1973 : Sssnake le cobra
- 1974 : Jerry (téléfilm)
- 1975 : The Eiger Sanction
- 1977 : Husbands and Wives (téléfilm)
- 1978 : The Harvey Korman Show (en) (série télévisée)
- 1978 : Husbands, Wives & Lovers (en) (série télévisée)
- 1981 : Zorro, The Gay Blade
- 1987 : CBS Summer Playhouse (série télévisée)

#### Producteur associé ou producteur exécutif
- 1969 : The Extraordinary Seaman (producteur associé)
- 1977 : Husbands and Wives (téléfilm) (producteur exécutif)
- 1978 : Husbands, Wives & Lovers (en) (série télévisée) (producteur exécutif)
- 1987 : CBS Summer Playhouse (série télévisée) (producteur exécutif)